# Relação de ordem
Em matemática e em lógica matemática, especialmente em teoria dos conjuntos e em teoria das relações, uma relação de ordem é uma relação binária que pretende captar o sentido intuitivo de relações como o maior e o menor, o anterior e o posterior, etc. Foram definidos muitos tipos de relações de ordem e diferentes obras usam os termos "ordem" e "relação de ordem" de maneiras diversas, pelo qual existe uma ambiguidade na literatura. Os tópicos "relações de ordens" estão fortemente vinculados ao conjunto parcialmente ordenado.

## Definições básicas

### Definição 1: Ordem parcial ampla ou não estrita
Dado um conjunto {\displaystyle A} e uma relação binária {\displaystyle R} sobre {\displaystyle A:} {\displaystyle R\subseteq A\times A,} dizemos que {\displaystyle R} é uma relação de ordem (parcial) ampla (ou não estrita) sobre {\displaystyle A} se satisfaz as seguintes condições:

#### 1.a Reflexividade
{\displaystyle \forall \ x\in A\;\;R(x,x)} {\displaystyle } (ou seja, todo elemento está relacionado consigo mesmo);

#### 1.b Antissimetria
{\displaystyle \forall \ x,y\in A\;\left(R(x,y)\wedge R(y,x)\Rightarrow x=y\right);} e

#### 1.c Transitividade
{\displaystyle \forall \ x,y,z\in A\;\left(R(x,y)\wedge R(y,z)\Rightarrow R(x,z)\right)}
Quando uma relação {\displaystyle R} satisfaz as condições acima, {\displaystyle R(x,y)} é escrito como {\displaystyle x\leq y.} A relação habitual de menor ou igual em conjuntos numéricos, {\displaystyle \mathbb {N} }, {\displaystyle \mathbb {Z} }, {\displaystyle \mathbb {Q} }, {\displaystyle \mathbb {R} }, cumpre com essas condições explicando essa notação.
Um exemplo típico é a relação de inclusão (ampla) entre conjuntos: {\displaystyle A\subseteq B.} geralmente definida sobre o conjunto das partes de {\displaystyle A:} {\displaystyle {\mathcal {P}}\left(A\right).} Um outro exemplo é a relação "{\displaystyle x} divide {\displaystyle y}": seja {\displaystyle \mathbb {N} ^{+}} o conjunto dos números naturais maiores que zero. Para {\displaystyle x,y\in \mathbb {N} ^{+},} dizemos que {\displaystyle x} divide {\displaystyle y}, em símbolos {\displaystyle x|y} se e somente se existe um {\displaystyle z\in \mathbb {N} ^{+},} tal que {\displaystyle z.x=y.} Pode ser demonstrado que a relação "divide" assim definida satisfaz as condições da Definição 1.

### Definição 2: Ordem parcial estrita
Dado um conjunto {\displaystyle A} e uma relação binária {\displaystyle R} sobre {\displaystyle A:} {\displaystyle R\subseteq A\times A,} dizemos que {\displaystyle R} é uma relação de ordem (parcial) estrita sobre {\displaystyle A} se satisfaz transitividade e:

#### 2.a Irreflexividade
{\displaystyle \forall \ x\in A\;\;\neg R(x,x)} {\displaystyle } (ou seja, nenhum elemento está relacionado consigo mesmo)
Se uma relação {\displaystyle R} satisfaz transitividade e irreflexividade, pode ser demonstrado que {\displaystyle R} também satisfaz:

#### 2.b Assimetria
{\displaystyle \forall \ x,y\in A\;\left(R(x,y)\Rightarrow \neg R(y,x)\right).}
Analogamente, pode ser demonstrado que se uma relação {\displaystyle R} satisfaz transitividade e assimetria, então também satisfaz irreflexividade, fornecendo uma definição alternativa de ordem parcial estrita, preferida por alguns autores.
Quando uma relação {\displaystyle R} é uma relação de ordem parcial estrita, {\displaystyle R(x,y)} é escrito como {\displaystyle x<y.}
Um conjunto que possui uma relação de ordem é chamado de conjunto parcialmente ordenado.
Em contextos não matemáticos é mais comum utilizar as ordens em sentido estrito. Por exemplo, dizemos que João é mais alto que Pedro no sentido que a altura de João é estritamente maior que a de Pedro. Também pode ser verificado que a relação "{\displaystyle x} é antepassado de {\displaystyle y}" também é uma ordem estrita.

### Definição 3: Correspondência entre ordens estritas e amplas
Dada uma ordem estrita ou uma ordem ampla, pode ser definida a outra ordem correspondente, segundo:

#### 3.a Correspondência
{\displaystyle x\leqslant y\Leftrightarrow \left(x<y\lor x=y\right)}
{\displaystyle x<y\Leftrightarrow \left(x\leqslant y\land x\neq y\right)}

## Relações de ordem linear ou total
Dada um relação {\displaystyle R,} dizemos que {\displaystyle x,y\in A,\;\;x\neq y} são incomparáveis, {\displaystyle x\parallel y} se e somente se {\displaystyle \neg R(x,y)} nem {\displaystyle \neg R(y,x).} 
Uma relação de ordem linear ou total não têm elementos incomparáveis.

### Definição 4: Totalidade ou linearidade
Sendo {\displaystyle R} uma relação sobre {\displaystyle A,} no caso de uma ordem ampla, a totalidade (linearidade) está dada por:

#### 4.a Totalidade ou linearidade (para ordens amplas)
{\displaystyle \forall \ x,y\in A\left(x\leqslant y\lor y\leqslant x\right)}
Também denominado "dicotomia".
No caso das ordens estritas:

#### 4.b Totalidade ou linearidade (para ordens estritas)
{\displaystyle \forall \ x,y\in A\left(x\neq y\Rightarrow x<y\lor y<x\right)}
Também denominado "tricotomia", pois pode ser escrito equivalentemente:
{\displaystyle \forall \ x,y\in A\left(x=y\lor x<y\lor y<x\right)}
As ordens dos conjuntos numéricos, {\displaystyle \mathbb {N} }, {\displaystyle \mathbb {Z} }, {\displaystyle \mathbb {Q} }, {\displaystyle \mathbb {R} } são lineares. Dado um conjunto {\displaystyle A} com dois ou mais elementos, {\displaystyle {\wp }\left(A\right),} o conjunto das partes de {\displaystyle A,} não está linearmente ordenado por inclusão {\displaystyle \left(\subseteq \right)}.

## Relações de ordem densa
A ideia intuitiva de densidade de uma ordem corresponde a conceber que entre dois elementos comparáveis existe uma quantidade infinita de elementos.

### Definição 5: Densidade
Uma relação de ordem estrita, parcial ou total, é denominada densa se entre dois elementos sempre existe um outro:

#### 5 Densidade (para ordens estritas)
{\displaystyle \forall \ x,y\in A\ \left(x<y\Rightarrow \exists \ z\in S\left(x<z<y\right)\right)}

## Inversa de uma ordem
Se uma relação {\displaystyle R} é uma ordem estrita, então a relação inversa de {\displaystyle R:}
{\displaystyle R^{-1}=\left\{\left\langle y,x\right\rangle \mid \left\langle x,y\right\rangle \in R\right\}}
também é uma relação de ordem estrita. A inversa de "{\displaystyle <}" é geralmente escrita "{\displaystyle >}". De maneira análoga, para uma relação de ordem ampla "{\displaystyle \leqslant }" pode ser definida a sua inversa "{\displaystyle \geqslant }", que também é uma relação de ordem ampla.
Apesar dessa propriedade ser denominada às vezes de "dualidade", não é uma dualidade em sentido estrito, como a que possuem as álgebras de Boole.

## Elementos distinguidos numa ordem
Alguns elementos de um conjunto ordenado podem ser caraterizados usando a relação de ordem. Apesar das definições abaixo serem expressadas somente para ordens amplas, "{\displaystyle \leq }", ou estritas, "{\displaystyle <}", definições correspondentes podem ser estabelecidas usando Definição 3.

### Mínimo e máximo
Dada uma relação de ordem ampla {\displaystyle \leqslant } sobre um conjunto {\displaystyle A,} um elemento {\displaystyle a\in A} é denominado mínimo ou primeiro elemento se e somente se:
{\displaystyle \forall \ b\in A\left(a\leqslant b\right)}
De maneira simétrica, {\displaystyle a\in A} é denominado máximo ou último elemento se e somente se:
{\displaystyle \forall \ b\in A\left(a\geqslant b\right)}
O conjunto {\displaystyle \mathbb {N} } tem mínimo, mas não tem máximo. Os conjuntos {\displaystyle \mathbb {Z} }, {\displaystyle \mathbb {Q} } e {\displaystyle \mathbb {R} } não têm nem máximo, nem mínimo. O intervalo
{\displaystyle \left[0,1\right]=\left\{x\in \mathbb {R} :\;\;0\leqslant x\leqslant 1\right\}}
tem mínimo 0 e máximo 1. Dado um conjunto {\displaystyle A} e considerando a ordem inclusão, {\displaystyle \subseteq }, o conjunto {\displaystyle \wp \left(A\right)}
, das partes de {\displaystyle A,} tem mínimo {\displaystyle \varnothing } é máximo {\displaystyle A.} 
Se um conjunto tem mínimo, então tem um único mínimo. O mesmo vale para o máximo.

### Minimal e maximal
Dada uma relação de ordem estrita {\displaystyle <} sobre um conjunto {\displaystyle A,} um elemento {\displaystyle a\in A} é denominado minimal quando não existe outro elemento que seja menor que ele:
{\displaystyle \nexists \ x\in A,\;\;x<a}
Analogamente, um elemento de um conjunto parcialmente ordenado é maximal quando não existe outro elemento que seja maior que ele:
{\displaystyle \nexists \ x\in A,\;\;x>a}

### Cotas inferior (minorante) e superior (majorante)
Um elemento {\displaystyle a\in A} é uma cota inferior ou minorante de um subconjunto {\displaystyle B\subseteq A} se e somente se:
{\displaystyle \forall \ b\in B\left(a\leqslant b\right)}
Um elemento {\displaystyle a\in A} é uma cota superior ou majorante de um subconjunto {\displaystyle B\subseteq A} se e somente se:
{\displaystyle \forall \ b\in B\left(a\geqslant b\right)}
Às vezes os elementos acima são denominados de limite inferior e limite superior, mas este conceito não deve ser confundido com o de limite de uma sequência.
Se consideramos o intervalo {\displaystyle \left[0,1\right]\subseteq \mathbb {R} ,} então qualquer {\displaystyle x\leqslant 0,x\in \mathbb {R} } é cota inferior do intervalo e qualquer {\displaystyle x\geqslant 1,x\in \mathbb {R} } é cota superior.

## Boa ordem
Uma relação de ordem estrita {\displaystyle R} sobre um conjunto {\displaystyle A} é denominada uma boa ordem se e somente se todo subconjunto não vazio de {\displaystyle A} tem primeiro elemento segundo {\displaystyle R.} Em símbolos, uma relação "{\displaystyle <}" sobre {\displaystyle A} é uma boa ordem se e somente se:
- {\displaystyle <} é irreflexiva, transitiva e

- {\displaystyle \forall \ B\subseteq A\left(B\neq \varnothing \Rightarrow \left(\exists \ a\in B\;\;\forall \ b\in B\left(a\neq b\Rightarrow a<b\right)\right)\right)}

Um conjunto com uma relação de boa ordem é denominado bem ordenado. Por exemplo, {\displaystyle \mathbb {N} } é bem ordenado pela relação natural desse conjunto (ver Princípio da boa-ordenação), mas {\displaystyle \mathbb {Z} ,} {\displaystyle \mathbb {Q} } e {\displaystyle \mathbb {R} } não são, segundo as suas ordens naturais. O conceito de boa ordem é importante para definir matematicamente os números ordinais em teoria dos conjuntos.
Uma boa ordem é sempre uma ordem linear, pois se para {\displaystyle a,b\in A,a\neq b} consideramos o conjunto {\displaystyle \{a,b\},} ele tem primeiro elemento, de modo que ou {\displaystyle a<b,} ou {\displaystyle b<a.}